# رابرت جی. استیونس
رابرت جی. استیونس، (به انگلیسی: Robert J. Stevens) (زاده ۱۹۵۲) مدیر ارشد اجرایی آمریکایی است، که اکنون به‌عنوان رییس هیئت مدیره شرکت لاکهید مارتین فعالیت می‌نماید. وی از سال ۲۰۰۴ تا ۲۰۱۲ مدیرعاملی لاکهید مارتین را نیز برعهده داشت.